# Park Klarenbeek

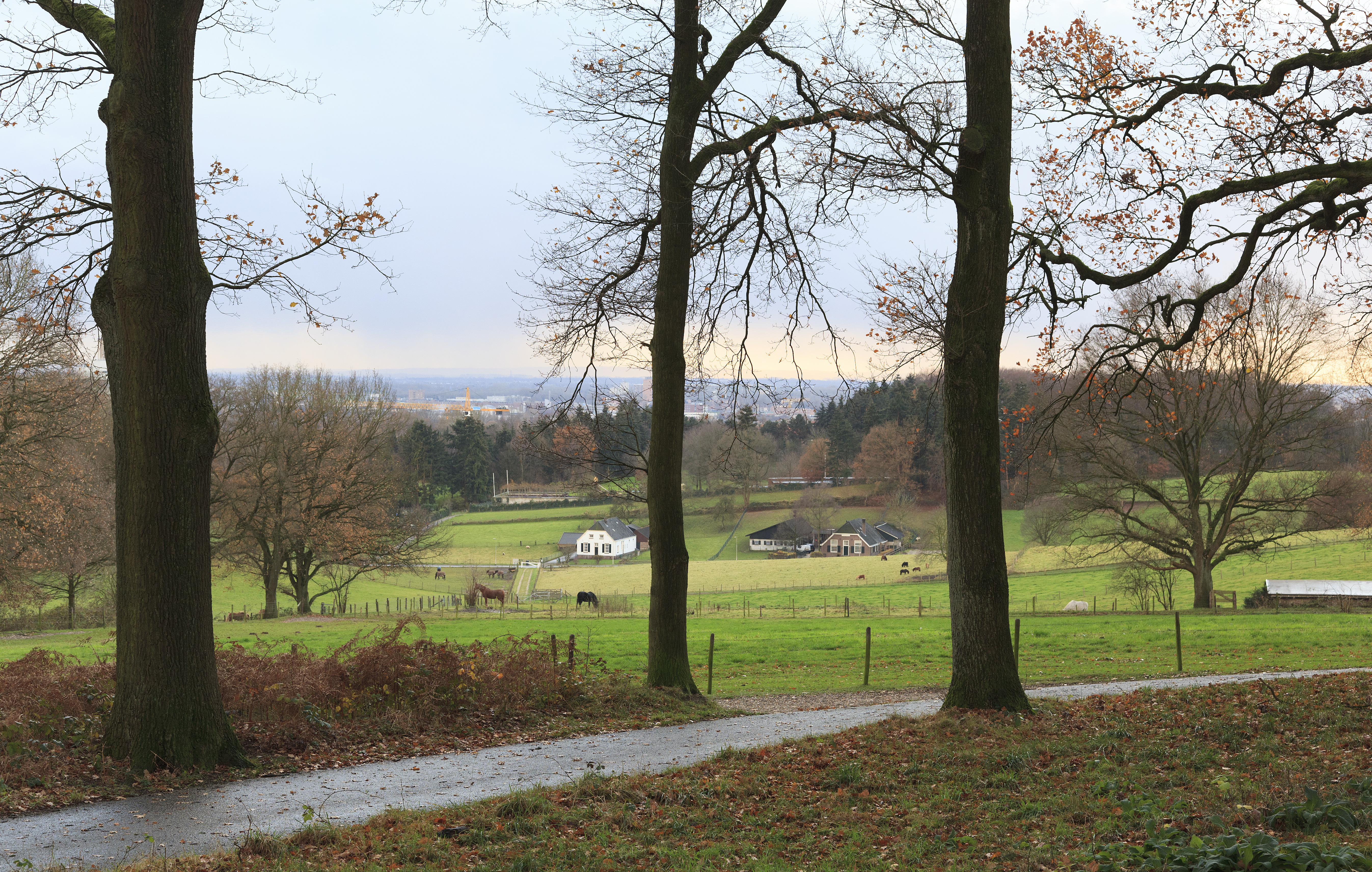
Klarenbeek uitzicht vanaf de Stenen Tafel

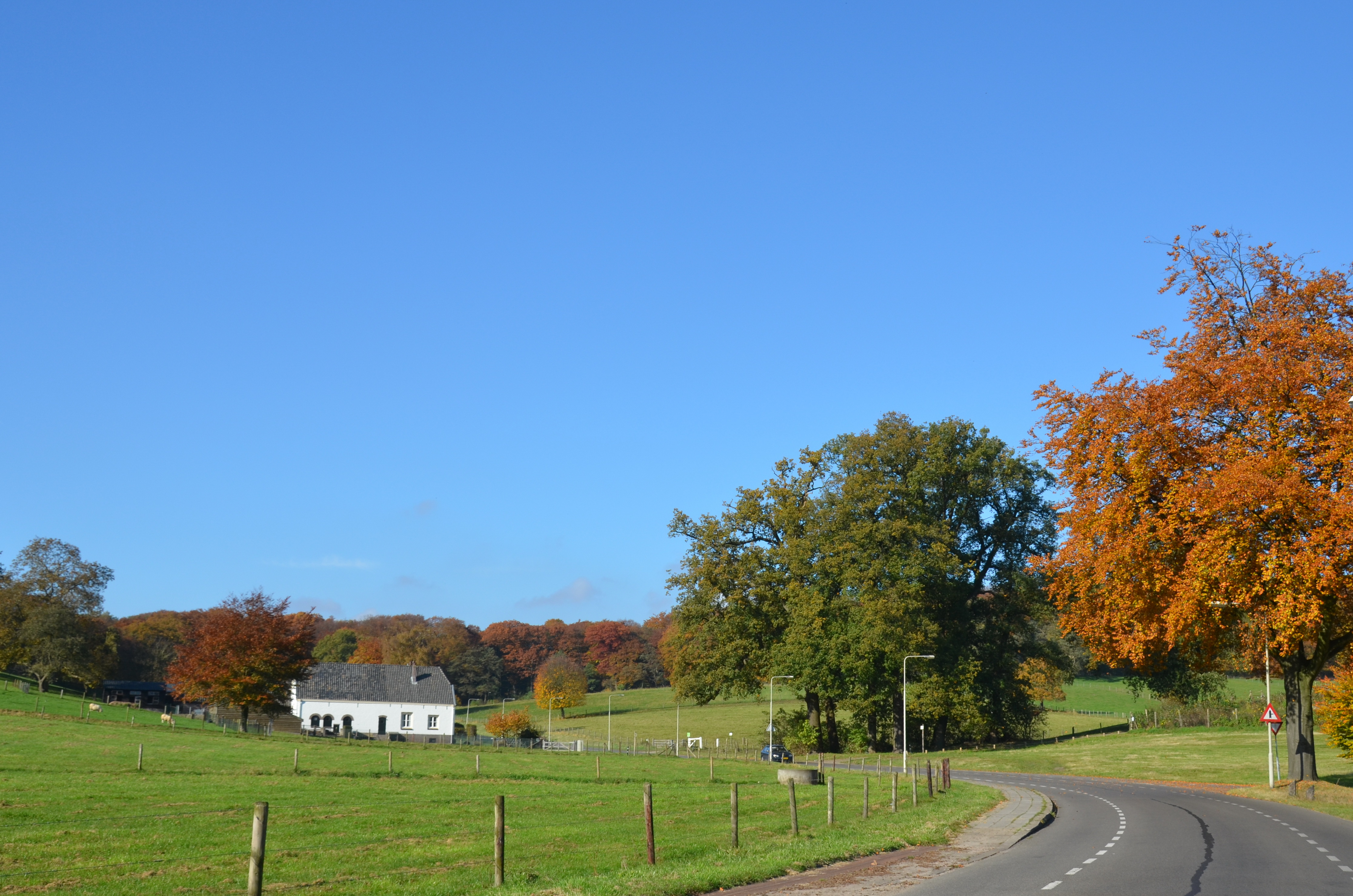
De Bosweg

Park Klarenbeek is een heuvelachtig park tot circa 80 meter hoog in het noorden van de Nederlandse stad Arnhem. Het was oorspronkelijk een van de oudste landgoederen van Arnhem. Het park wordt globaal begrensd door de Weg achter het Bos, de Monnikensteeg, de Thomas a Kempislaan en de Hommelseweg. Het was het eerste stadspark van Arnhem.

## Geschiedenis
Het grondgebied van het huidige park hoorde bij het voormalige kartuizerklooster Monnikhuizen (ca. 1342-1572). Tijdens graafwerkzaamheden in 1930, 1980 en 2001 zijn er nog restanten van het klooster gevonden. Rond 1600 werd het verkocht aan de Arnhemse burgemeester Willem Huygens. Zijn zoon Rutger breidde het landgoed uit met onder meer de Mussenberg. In 1738 of 1739 werd het gekocht door Pier Bout. In 1808 kwam het in handen van Jan baron van Pallandt heer van Walfort (1776-1844), die later ook de landgoederen Rennenenk, Bekenkamp en Angerenstein in bezit kreeg. Jan van Pallandt liet het park moderniseren volgens de Engelse landschapsstijl. Na zijn overlijden in 1844 woonde zijn derde echtgenote op het landgoed, daarna zijn zoon Frederik Carsilius baron van Pallandt (1810-1869) met zijn echtgenote Françoise Jeannette van Herzeele (1819-1885) die het park open stelden voor publiek.

## Klarenbeek in twee delen
In 1886 werd Klarenbeek in twee gedeelten verkocht. Het grootste gedeelte, ongeveer 100 ha. ten noorden van de Rosendaalseweg, werd aangekocht door de gemeente Arnhem voor 243.000 gulden.
Het resterende gedeelte ten zuiden van de Rosendaalseweg, het park met het grote huis, werd in 1886 verkocht aan Johann Heinrich Lüps, eigenaar van kasteel Biljoen in Velp. In 1913 werd een deel verkocht aan de uit Zwolle afkomstige miljonair Jan de Goeijen die sinds 1907 als eerste niet adellijke eigenaar op Angerenstein woonde.

#### Klarenbeekse Bos en Arnhemse Buitenschool
De Gemeente wilde het Klarenbeekse Bos zoveel mogelijk behouden zoals het was. Er stonden op het moment van aankoop alleen de boswachterswoning en drie andere huizen. Er werd een boswachter benoemd en een theehuis bij de boswachterswoning gebouwd. In 1908 is het huis gesloopt en werd op die plek hotel Monnikhuizen gebouwd dat tot 1931 als dusdanig dienstdeed. Daarna was er de Arnhemse Buitenschool (1931-2006) in gevestigd voor zieke kinderen met astma en tbc. Op het schoolterrein werden 3 paviljoen-leslokalen (Rijksmonument), 4 lighallen (gesloopt) en 4 leskuilen gebouwd. Van de leskuilen zijn er twee bewaard gebleven. Uitbreidingen van de school vonden plaats in 1936 en 1955. Na 2006 waren er enige tijd kleine (kunst)bedrijfjes in het gebouw gevestigd. Zorgcentrum 4 Your Care, een hulpinstelling voor ex-gedetineerden en verslaafden, zat van 2015 tot 2022 in het pand. Nadat 4 Your Care begin 2022 failliet was verklaard, namen het Leger des Heils en Kubus Zorg deze taak over. Op het terrein werden hiervoor eerder 30 kleine woonstudio's gebouwd en 3 bestedingsruimtes.

#### Huis en park Klarenbeek
Het grote huis Klarenbeek stond waar nu de Verlengde Prümelaan en de Laan van Klarenbeek elkaar kruisen. Lüps verhuurde het eerst als landhuis en daarna als pension met koffie- en bierhuis. In 1908 werd het verbouwd tot hotel. Het bleef de naam Klarenbeek behouden. Vanaf 1913 was Jan van Goeijen eigenaar. Hij ving in de Eerste Wereldoorlog in het hotel Franse en Belgische kinderen op. Tijdens de Tweede Wereldoorlog nam de Duitse bezetter bezit van het gebouw, dat op 10 april 1945 bij een gerichte Britse aanval door geallieerde bommenwerpers werd verwoest en nadien nooit meer is herbouwd.
Lüps liet het park rondom het grote huis inrichten als sport- en evenemententerrein. Het werd op 2 augustus 1887, de verjaardag van Koningin Emma, geopend. De opening werd gevierd met volksspelen waarbij prijzen te verdienen waren. Er waren 340 deelnemers.
In de periode 1885 t/m 1887 speelde de oorspronkelijke cricket- en voetbalclub Vitesse haar wedstrijden op het landgoed Klarenbeek. Eind 1887 kwam er een einde aan het kortstondige verblijf van Vitesse op het landgoed, maar na de heroprichting van Vitesse in 1892 keerde de club in 1896 terug op Klarenbeek. In 1915 verhuisde de club naar stadion Monnikenhuize. In 1910 speelde het Nederlands elftal een interland op Klarenbeek, toen Nederland Duitsland met 4-2 versloeg.
In het begin van de twintigste eeuw werden delen van het park bebouwd. In de zuidwestelijke hoek werden de buurten Onder de Linden en de Mussenberg gebouwd. De laatste is nu een Rijksbeschermd stadsgezicht. Ook het gebied tussen Velperweg en Rosendaalseweg, rond de Huijghenslaan, werd volgebouwd. In 1928 werd de watertoren De Steenen Tafel gebouwd. Het park was in die tijd in slechte staat. In de watertoren zit onderin sinds ca. 1967 een restaurant.
In de zuidwestelijke hoek van Park Klarenbeek ligt de Jacobiberg met daarop het in 1951 opgetrokken gelijknamige gebouw waarin tot 2017 een popcentrum was gevestigd. Hiernaast ligt in het zuidelijk deel het openluchtzwembad Klarenbeek.

## Parkinrichting
Het park bestaat uit een open vlakte met aan de west-, noord- en oostzijde een brede strook bos. Het bos bestaat voornamelijk uit eiken, beuken, hulst, lijsterbes, hazelaar en kamperfoelie. Aan de Bosweg achter de Buitenschool staan wat verborgen op een grasveld in het bos twee (geregistreerde) mammoetbomen uit 1908. Naast het bosachtige karakter zijn de hoogteverschillen kenmerkend voor het park (hoogste punt 80 m nabij de watertoren/Steenen Tafel). De elementen van de oorspronkelijke formele stijlen, Renaissance en Barok, met vierkante tuinen, rechte lanen en een hoofdas, zijn nog te herkennen in het park. In de 19de eeuw is de formele stijl omgevormd naar de Engelse landschapstuin, met een natuurlijker opzet, kronkelige paadjes en doorkijkjes. In 2010 is de oorspronkelijke baroktuin hersteld in de oude formele stijl, met de kenmerkende strakke lijnen van groen en water. De Baroktuin is het oudste gedeelte van het park en behoorde bij het voormalige landhuis. 

### Bijzondere plekken
Bijzondere plekken zijn een gedenkbank, de Van Heemstrabank, de plek waar vroeger de galg heeft gestaan (Oude Galgenberg), een oude bewegwijzering en een plek met restanten van het klooster Monnikhuizen. 
De Van Heemstrabank, tevens een uitzichtpunt, staat aan de klinkerweg die van het voormalige Hotel Monnikhuizen loopt naar het restaurant 'De Steenen Tafel'. De bank is in 1962 geplaatst ter nagedachtenis aan baron van Heemstra, commissaris der Koningin van Gelderland. Hij had zich tussen 1925 en 1945 bijzonder ingezet voor het behoud van het Gelders natuurschoon. Onderaan deze heuvel staat een houten sculptuur van een monnik (2002), een creatie van boomverzorger Dennis Raamsteeboers.
In het noordwestelijke gedeelte van het park liggen drie zwerfstenen die de waarschijnlijke plaats van de galgenberg aangeven. In 1734 werd de houten galg vervangen door een stenen galg. De Gelderse Rekenkamer had de Zutphense bouwmeester Gerrit Ravenschot opdracht gegeven een nieuwe galg te ontwerpen naar Amsterdams model. De nieuwe galg was gebouwd in natuursteen. Als versiering waren drie leeuwen aangebracht, die de wapenschilden van Arnhem en Gelderland in hun klauwen hielden. De galg was uitgevoerd volgens de traditionele renaissancistische stijl. De galg had een capaciteit om 21 veroordeelden tegelijk op te hangen. In 1795 is het tentoonstellen van lijken door de Fransen afgeschaft. De galg is in 1803 afgebroken.
Vlak bij de watertoren De Steenen Tafel ligt een omgedraaide grafzerk die afkomstig zou zijn van het vroegere klooster. 

### Monumenten
Park Klarenbeek is geen beschermd monument. Het staat wel op de nominatie om de status van gemeentelijk monument te krijgen. In het park een viertal monumenten die in 2000 zijn geregistreerd als Rijksmonument:
- Het drinkwatergebouw De waterberg uit 1884 (rijksmonumentnr. 516927)
- De Watertoren De Steenen tafel uit 1928 (rijksmonumentnr. 516836)
- Delen van voormalige Arnhemse buitenschool met twee open lucht leskuilen en drie paviljoens uit 1930 (rijksmonumentnr. 516858)
- De Creutzbergschool uit 1924 (rijksmonumentnr. 516897)

De arbeiderswijk de Mussenberg die begin twintigste eeuw gerealiseerd is in het zuidwestelijke gedeelte van het oorspronkelijke park is in 2000 als complex Rijksmonument 'Beschermde Stads- en Dorpsgezichten' met 24 onderdelen geregistreerd.

## Klarenbeek op doek
Pieter van Cuyck de Jonge tekende rond 1759 een Gezicht op Arnhem vanaf Klarenbeek. Vanaf het uitzichtpunt bij de Steenen Tafel schilderde Piet Mondriaan in 1901 park Klarenbeek met als titel Bij Arnhem. Het park lag vlak bij het huis van zijn ouders. Alexander Ver Huell tekende in 1845 de Steenen Tafel zelf.

## Foto's

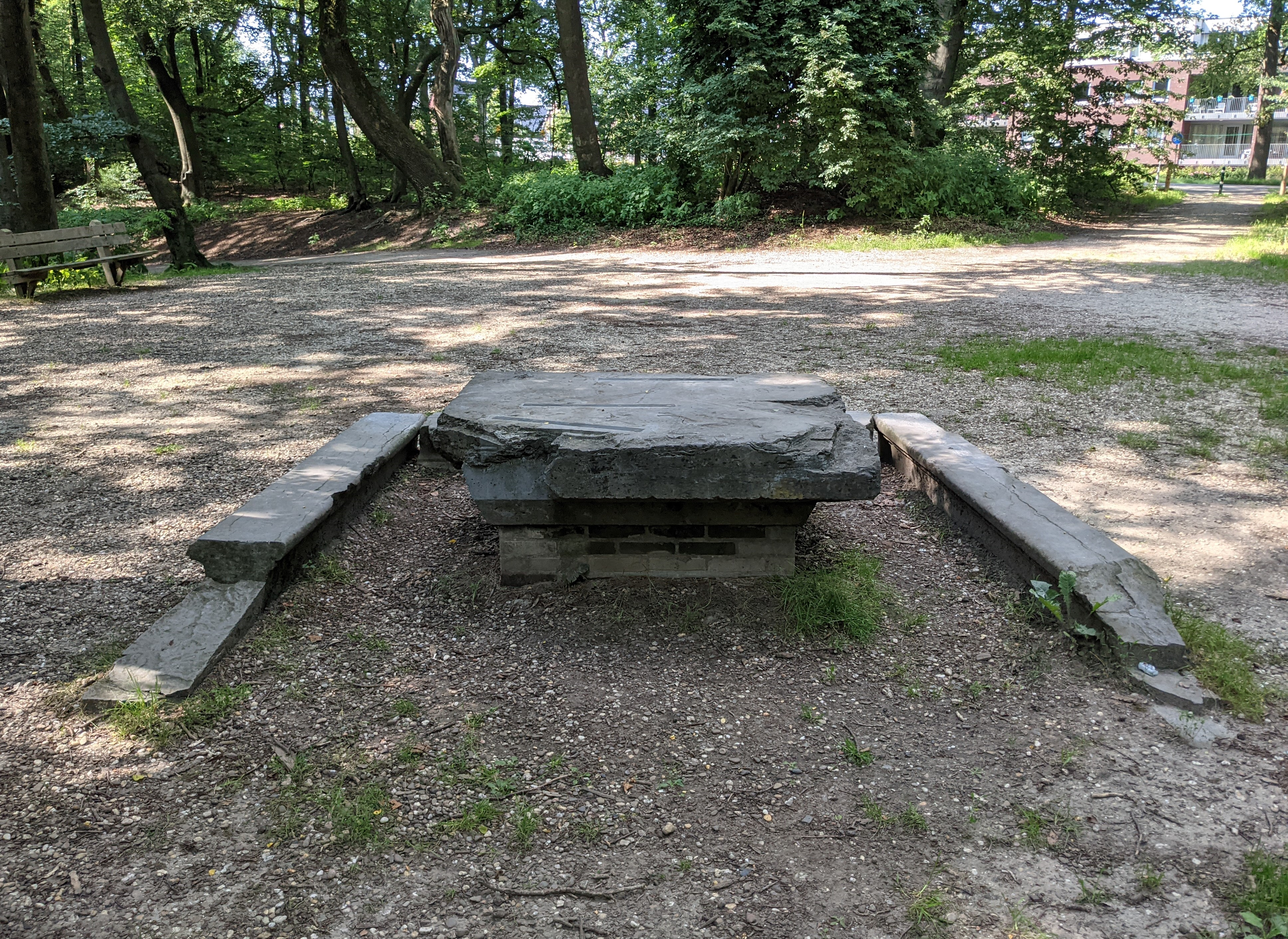
De originele Steenen Tafel
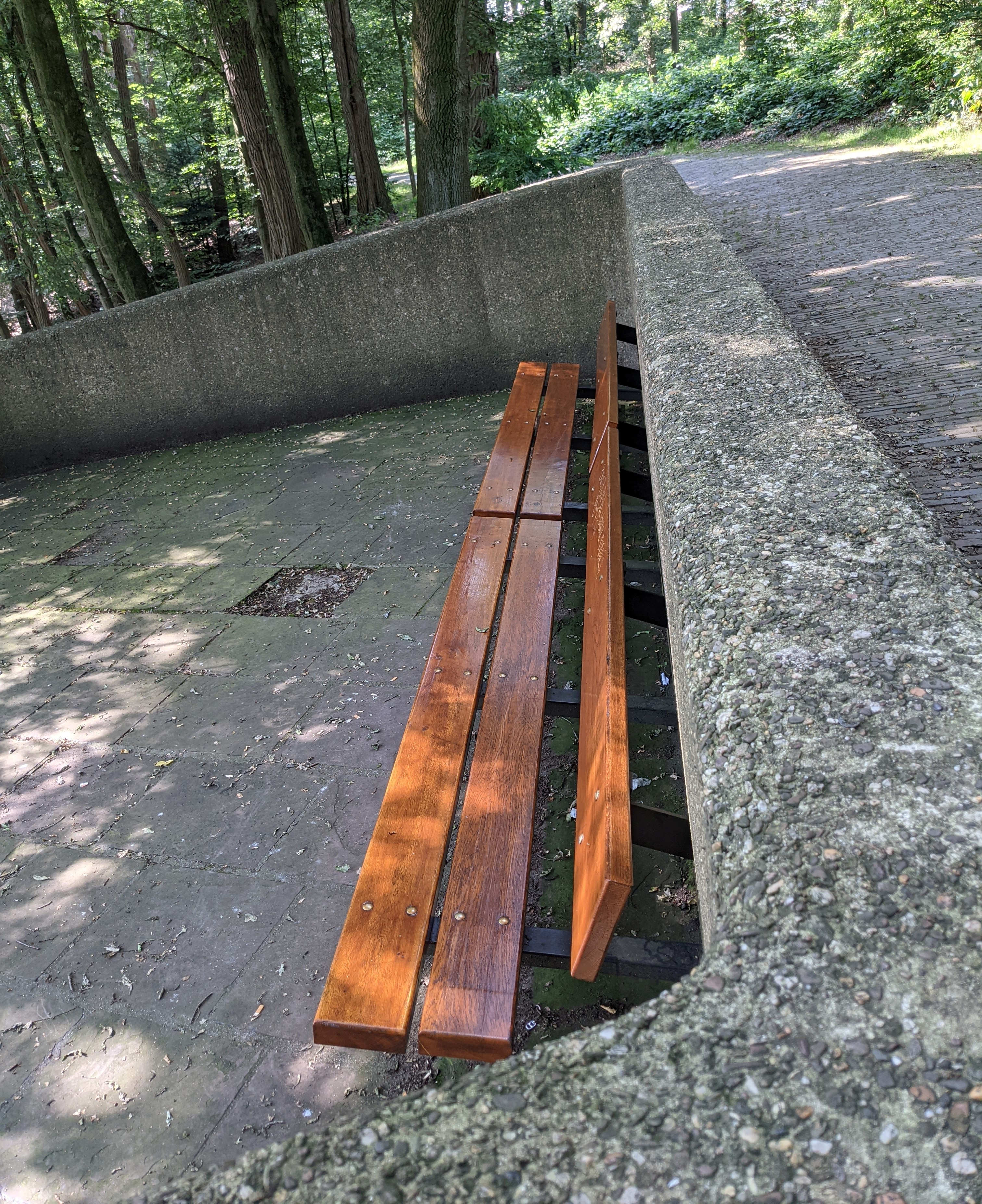
Van Heemstrabank
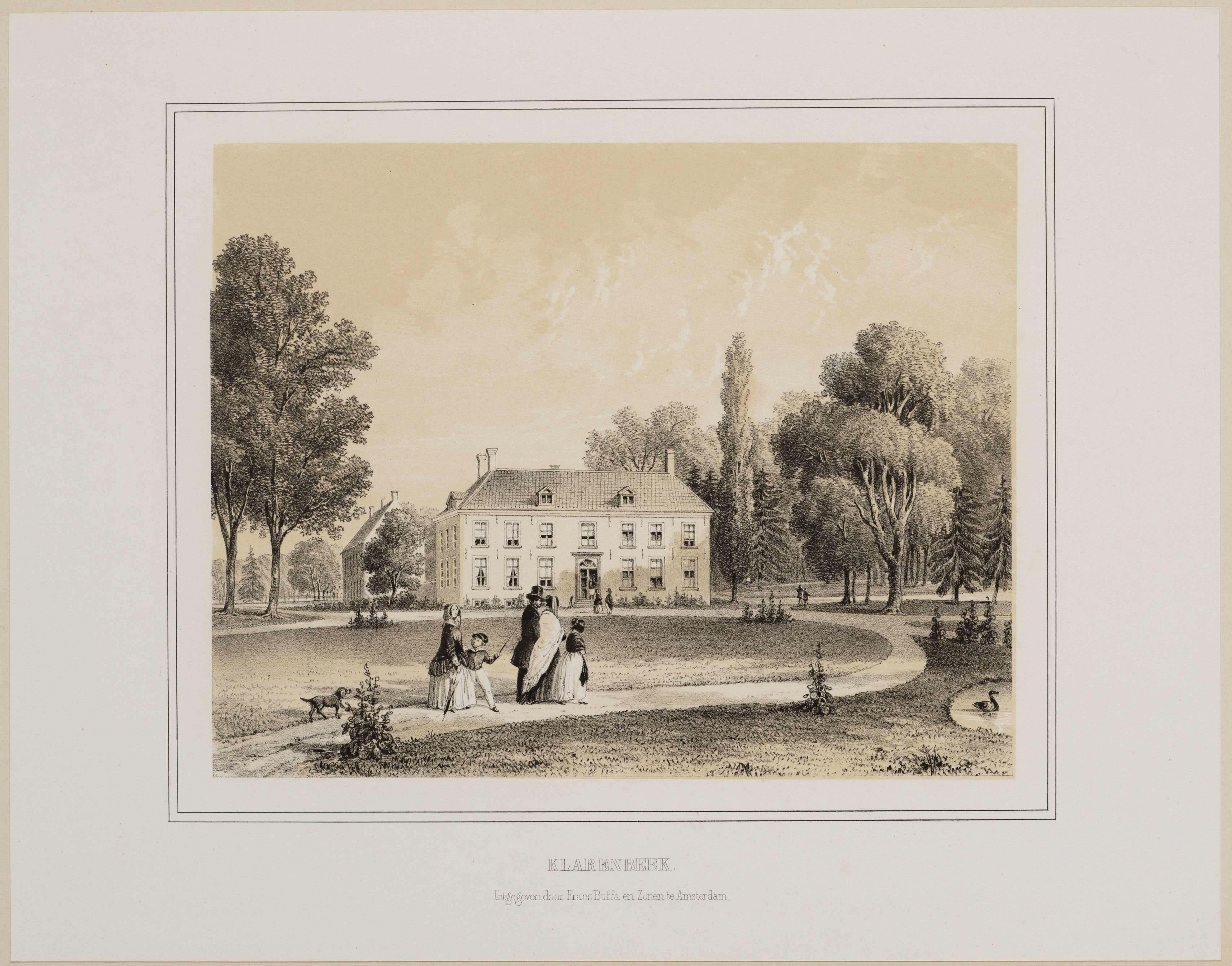
Litho van Park Klarenbeek, circa 1860.
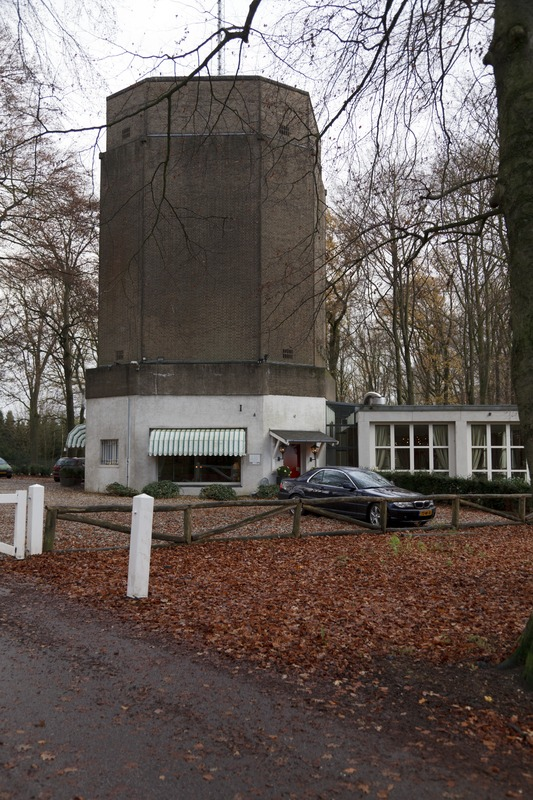
Watertoren "De Steenen Tafel"
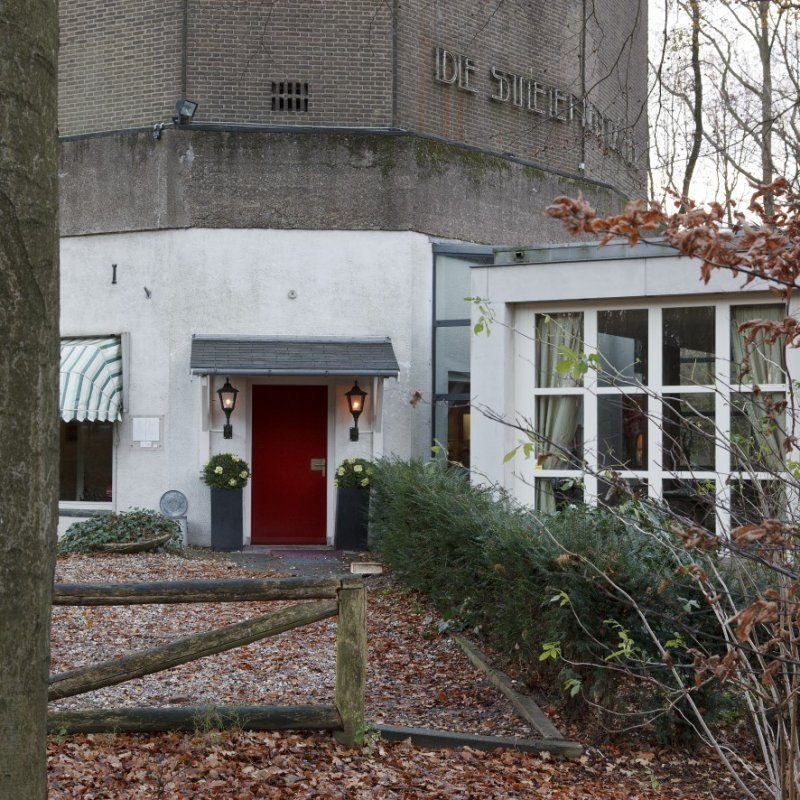
'Steenen Tafel', ingang anno 2011.
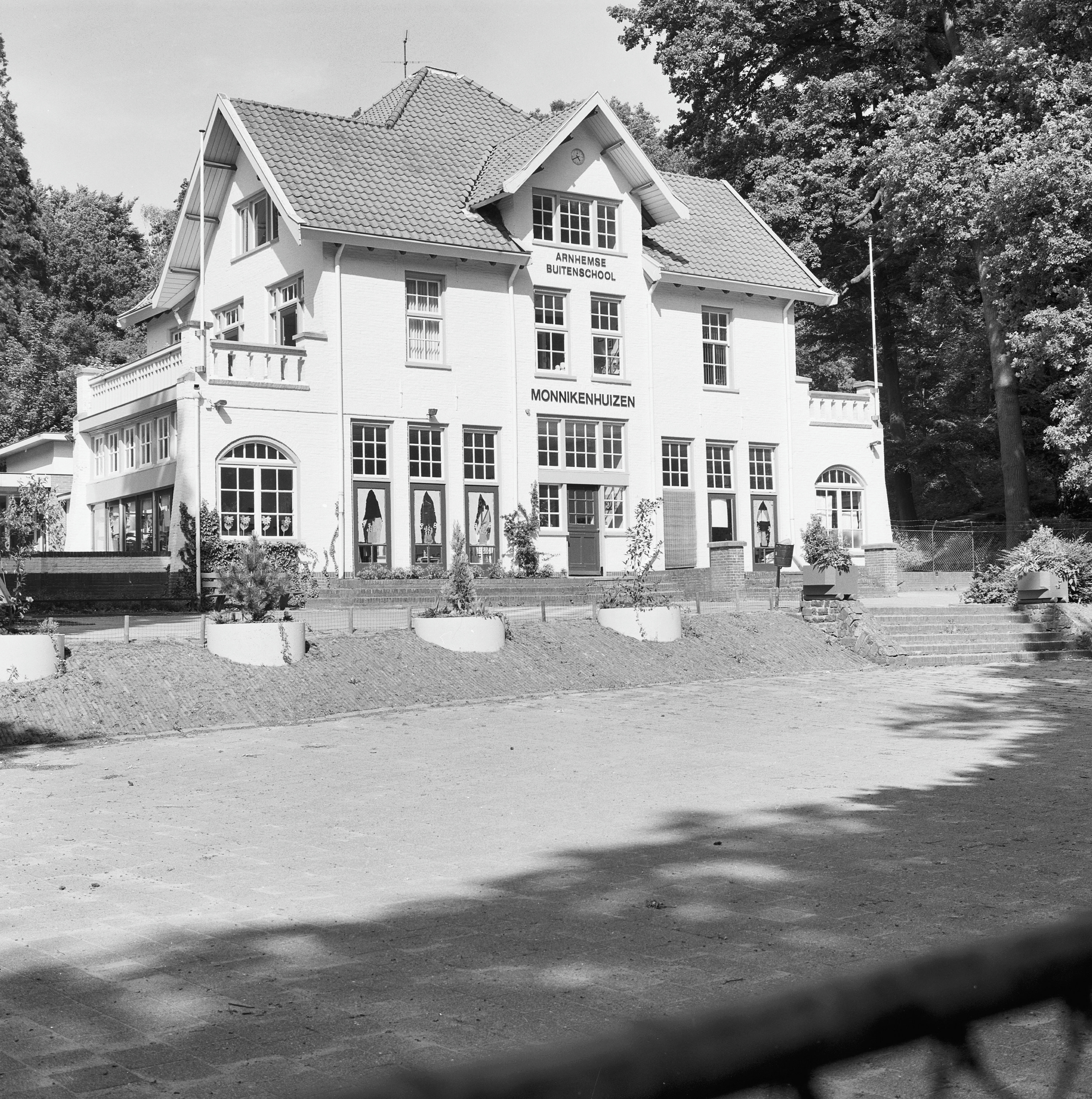
Voormalige Arnhemse buitenschool
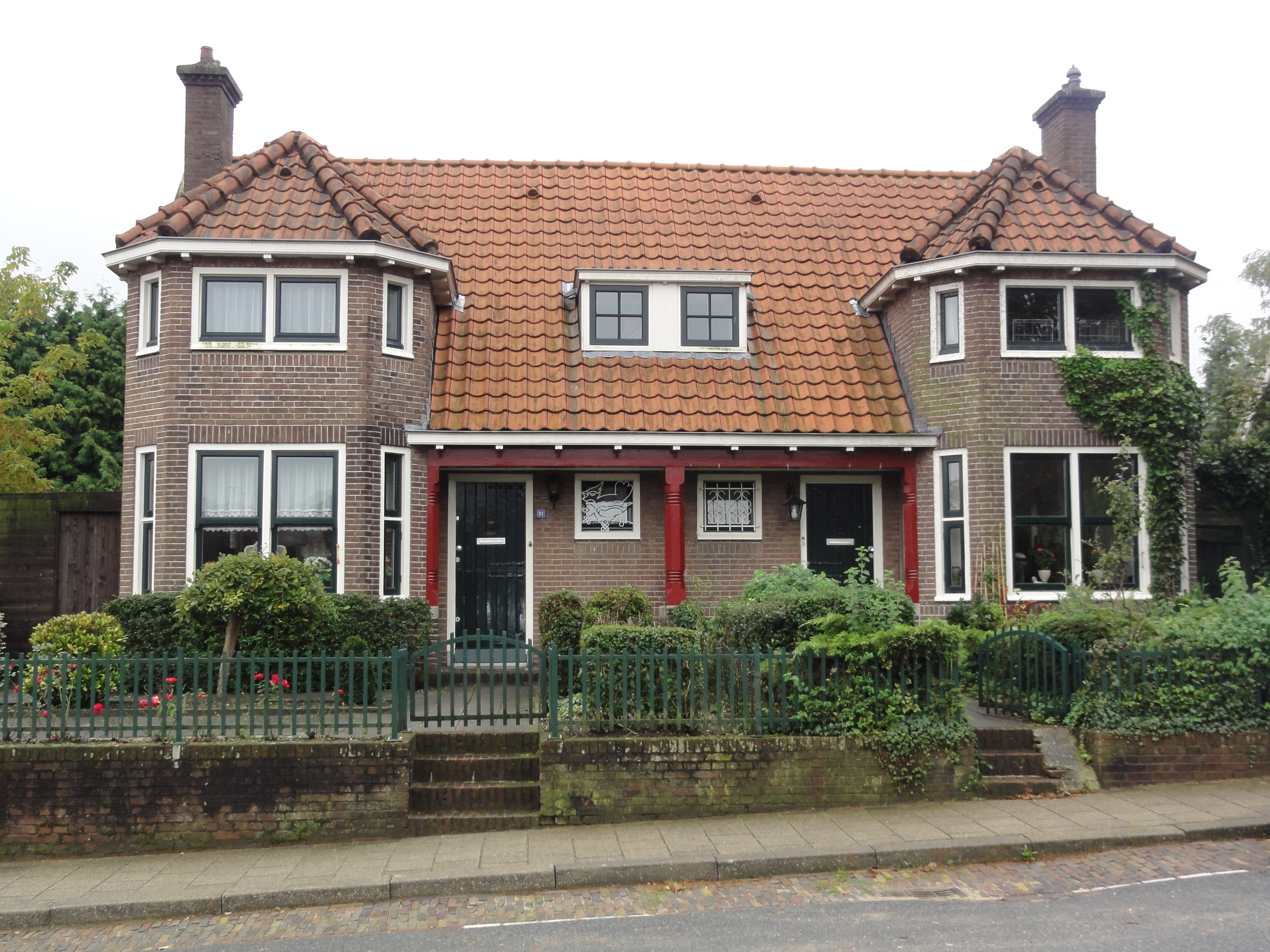
Rijksmonument Mussenberg Onderdeel Vijverlaan 93,95

Park Angerenstein · Bronbeek · Gulden Bodem · Hoogte 80 · Immerloopark · Jubileumpark · Park Klarenbeek · Lichtenbeek en Boschveld · Mariëndaal · Stadsblokken-Meinerswijk · Moscowa · Onderlangs · Park Presikhaaf · Park Sonsbeek · Warnsborn · Westerheide · Park Westerveld · Park Zypendaal